# Dwór w Zebrzydowie
Dwór w Zebrzydowie – zabytkowy dwór wybudowany w 1860 r. w Zebrzydowie – wsi w Polsce, w województwie dolnośląskim, w powiecie świdnickim, w gminie Marcinowice.

## Opis
Dwór, obecnie dom nr 4, z drugiej połowy XIX w. powstał około 1860 r., a przebudowany został na początku XX w. Budynek jest dwukondygnacyjny, nakryty łamanym dachem, z sygnaturką na kalenicy. W skład zespołu wchodzi oficyna mieszkalna, murowana, z około 1870 r., dwukondygnacyjna, nakryta czterospadowym, łamanym dachem z powiekami i trzy murowane budynki gospodarcze z około 1890 r. oraz dawna oficyna, murowana, z około połowy XIX w., przebudowana na początku wieku XX. Na północ od dworu znajdował się park, którego centrum stanowił staw.